# Гири
Гири (яп. 義理 гири, «чувство долга») — элемент культуры Японии; долг чести, определяемый традицией поведения; «некая моральная необходимость, заставляющая человека порой делать что-то против собственного желания или вопреки собственной выгоде». Сегодня наиболее распространено под названием го-он то хоко (яп. 御恩と奉公 гоон то хо:ко:, го-он пер. досл. «феодальный сеньор награждает землей своих вассалов» + хоко — «нижестоящие испытывают благодарность к вышестоящим и будут стараться заплатить им уважением и преданностью»). Гири может осуществляться как поддержка (в том числе моральная), помощь, услуга или подарок.

## Подарки
В Японии принята традиция обмениваться подарками: дарить подарки и обязательно получать в ответ на их аналогичный по ценности подарок — о-каэси (яп. お返し, «возврат»). Дарение подарка может быть добровольным или ответным подарком, или же быть обязательным (вне зависимости от желания дарить, дарится даже врагу) подарком:
- «гири-тёко» (яп. 義理チョコ гири-тёко)[Прим. 2] — подарок, обычно шоколад, в день День святого Валентина (14 февраля), даримый от женского пола к мужскому;
- «о-каэси» — ответный подарок от мужчин женщинам на гири-тёко или хоммэй-тёко, делается в Белый день (14 марта);
- «тюгэн» или «о-тюгэн» — подарки в праздник Обон (13-15 июля), посвящённый памяти усопшим;
- «сэйбо» или «о-сэйбо» — подарки, которыми обмениваются в конце года, в середине декабря;
- «нэнгадзё» (яп. 年賀状 нэнгадзё:) — японская новогодняя открытка;
- «сётюмимай» — открытка, посылаемая в самый жаркий период — между 15 июля и 8 августа, как знак о памяти, кому тяжело в жаркое время;
- «дзансёмимай» (от дзансё (яп. 残暑, «жара ранней осенью»)) — сётюмимай, посланный после 8 августа в знак о беспокойстве о здоровье после жаркого сезона.